# Mi camino es amarte
Mi camino es amarte (no Brasil: Meu Caminho é Te Amar) é uma telenovela mexicana produzida por Nicandro Díaz González para TelevisaUnivision e exibida pelo Las Estrellas desde 7 de novembro de 2022 a 12 de março de 2023, substituindo Vencer la ausencia e substituida por Pienso en ti. É uma versão da história chilena de 2016 criada por Vicente Sabatini, El camionero, sendo adaptada por Juan Carlos Alcalá.
É protagonizada por Susana González e Gabriel Soto; antagonizada por Mark Tacher, Ximena Herrera, Sara Corrales, Fabián Robles, Alfredo Gatica, Alberto Estrella, Gabriela Zamora, Maya Tierrablanca e Nicole Curiel; atuações estelares de Mónika Sánchez, Ara Saldívar, Julián Figueroa, Karla Esquivel, Rodrigo Brand, Diana Haro e Carlos Said; os primeiros atores Sergio Reynoso, Leonardo Daniel e María Prado; e o retorno da atriz Ingrid Martz.

## Sinopse
Guillermo Santos Pérez (Gabriel Soto) é um homem de valores que ganha a vida dirigindo seu trator-reboque. Além de ser um homem amoroso com a família, busca formar um lar com Úrsula Hernández (Sara Corrales), uma mulher a quem acaba de propor casamento e que tem um passado sombrio.
Quando seus planos de vida estavam indo bem, Olivia Lugo (Claudia Álvarez), sua ex-namorada que está à beira da morte, confessa que eles tinham uma filha, Isabella (Camille Mina) e pede que ele a encontre na casa de Daniela Gallardo (Susana González) e Fausto Beltrán (Mark Tacher), pais adotivos de Isabella. Guillermo, disposto a conhecer Isabella, vai até a casa de Beltrán para conhecer sua filha, onde é confundido com a nova assistente de Daniela, uma paisagista de sucesso que não conseguiu realizar o sonho de carregar um filho no ventre.
No primeiro encontro que Guillermo tem com Isabella, ele vivencia uma conexão que desperta nele o sentimento que todo homem pode sentir, o amor de pai e filha.
Guillermo decide trabalhar com Daniela para ficar próximo de Isabella, ao mesmo tempo em que confirma com um teste de DNA que é pai dela. Graças à convivência diária, Guillermo se torna confidente de Daniela e é assim que descobre a solidão que ela vivencia em seu casamento e que sua única razão de estar na vida é Isabella.
Com o passar do tempo, Daniela e Guillermo começam a se apaixonar, mas decidem guardar seus sentimentos para si para respeitar os compromissos com seus parceiros. Ambos enfrentarão uma jornada cheia de obstáculos, com a promessa de que um dia percorrerão os caminhos do amor com Isabella.

## Elenco
- Susana González - Daniela Gallardo Rojas de Beltrán
- Gabriel Soto - Guillermo "Memo" Santos Pérez
- Mark Tacher - Fausto Beltrán Rubalcaba / Don Rodolfo Beltrán
- Ximena Herrera - Karen Zambrano de León
- Sara Corrales - Úrsula Hernández Sosa
- Monika Sánchez - Amparo Santos Pérez de Hernández
- Sergio Reynoso - Humberto Santos
- Leonardo Daniel - Eugenio Zambrano Torres
- Fabián Robles - Aarón Peláez Roldán
- Alfredo Gatica - César Ramírez Núñez
- Camille Mina - Isabella Santos Gallardo / Isabella Beltrán Gallardo
- André Sebastián - José María "Chema" Hernández Santos
- Ara Saldívar - Jesusa "Chuchita" Galván
- Julián Figueroa - Leonardo Santos Pérez
- María Prado - Nélida Martínez
- Araceli Adame - Berenice García
- Karla Esquivel - Gabriela "Gaby" Hernández Santos
- Rodrigo Brand - Juan Pablo "Juanpa" Gallardo Rojas
- Diana Haro - Guadalupe "Lupita" Hernández Santos
- Carlos Said - Sebastián Zambrano de León
- Alberto Estrella - Macario Hernández Loza
- Gabriela Zamora - Yolanda Álvarez de Hernández
- Maya Tierrablanca - Graciela "Grace" Hernández Álvarez
- Karina Reyes - Mónica Romano
- Rosa Gloria Chagoyán - Dolores "Lola la Trailera"
- Nicole Curiel - Estefanía Maldonado Rossen
- Rebeca Mankita - Loreta Rossen de Maldonado
- Graco Santaella - Antonio "Tony"
- Claudia Álvarez - Olivia Lugo
- Ingrid Martz - Martina Pérez Galván de Santos
- Mónica Pont - Claudia de Altamirano
- Archie Lafranco - Jorge Altamirano
- Marco Uriel - el Dr. Óscar Villalba
- Víctor Alfredo Jiménez - Roshi
- Jorge Ugalde - Arturo Robles
- Rossana San Juan - Zulema Cruz
- Martha Julia - Marisol Ortiz
- Fernando Platas - Adair Mata
- Ricardo Silva - Vicente
- Mía Martínez - Sofía
- Antonella Taddey - Lucía
- Andrés Ruanova - Emiliano
- Juan Pablo Molina - Federico "Fede"
- Sebastián Guevara - Iker
- Ignacio "Nacho" Ortiz Jr - Máxilimano "Max" Navarro
- Valeria Santaella - Valeria
- Bea Ranero - Sandra Peláez Roldán
- Diana Gómuz - Bernarda Martínez
- Mónica Jiménez
- Mónica Díaz - Concepción "Conchis"
- Sergio Madrigal - Miguel "Mike"
- Ximena Yepez
- Manuel Duarte
- Juan Carlos Liendo

## Produção
Em maio de 2022, foi noticiado que Nicandro Díaz González estaria interessado em produzir uma versão mexicana da história chilena El camionero, começando pela seleção do elenco para a produção. Em 6 de julho de 2022, Susana González, Gabriel Soto, Mark Tacher e Ximena Herrera foram escolhidas para protagonizar, com o título provisório Los Caminos del Amor, além de iniciarem a produção da novela. As filmagens ao ar livre da novela começaram em 25 de julho de 2022, em uma locação sul da Cidade do México. Em 23 de agosto de 2022, a novela começou a ser filmada em estúdio, além de realizar uma missa no Fórum 8 da TelevisaUnivision San Ángel e o nome Mi camino es amarte como o título oficial da novela. As filmagens da novela terminaram em 10 de janeiro de 2023.

## Exibição no Brasil
Foi exibida no SBT de 28 de outubro de 2024 a 14 de março de 2025, em 94 capítulos, substituindo Contigo Sim e sendo substituída pela reprise de A Usurpadora, inicialmente ás 16h30. Entre os dias 9 de dezembro de 2024 e 7 de fevereiro de 2025, a novela passou a ser exibida ás 15h. De 10 de fevereiro a 14 de março de 2025, passou para o horário das 14h30, enquanto que a reprise de Quando me Apaixono foi para ás 13h45, substituindo Carinha de Anjo. Não foi ao ar nos dias 5 e 26 de novembro de 2024 por conta das transmissões dos jogos da Liga dos Campeões da UEFA, nos dias 25 de dezembro, 1.° de janeiro e 4 de março de 2025 por conta da exibição do especial Feriadão SBT e no dia 20 de janeiro de 2025 em ocasião da exibição de uma edição extra do SBT Brasil para a cobertura da Posse de Donald Trump.

## Audiência

### No México
| Horário             | # Eps. | Estreia               | Estreia           | Final               | Final           | Posição | Temporada | Classificação geral |
| Horário             | # Eps. | Data                  | Primeiro capítulo | Data                | Último capítulo | Posição | Temporada | Classificação geral |
| ------------------- | ------ | --------------------- | ----------------- | ------------------- | --------------- | ------- | --------- | ------------------- |
| Segunda—Sexta 20h30 | 92     | 7 de novembro de 2022 | 3.2               | 12 de março de 2023 | 4.0             | #1      | 2022-2023 | 3.7                 |

### No Brasil
| Horário                                                                            | # Eps. | Estreia               | Estreia           | Final               | Final           | Posição | Temporada | Classificação geral |
| Horário                                                                            | # Eps. | Data                  | Primeiro capítulo | Data                | Último capítulo | Posição | Temporada | Classificação geral |
| ---------------------------------------------------------------------------------- | ------ | --------------------- | ----------------- | ------------------- | --------------- | ------- | --------- | ------------------- |
| Segunda—Sexta 16h30 (capítulos 1-28) 15h (capítulos 29-70) 14h30 (capítulos 71-94) | 94     | 28 de outubro de 2024 | 3.0               | 14 de março de 2025 | 2.9             | #3      | 2024-2025 | 2.6                 |

Sua estréia marcou apenas 3 pontos e 3,9 de pico, ficando em quarto lugar. Em 15 de novembro de 2024, registrou 3,6 pontos. Em 20 de novembro registrou 3,8 pontos. Em 11 de dezembro registrou 4 pontos, sendo essa a sua maior audiência. O último capítulo registrou 2,9 pontos. Fechou com a média geral de 2,6 pontos, sendo esse o pior índice de uma novela mexicana no SBT desde Destilando Amor em 2007, além de derrubar em 27,8% da média do horário em comparação com a sua antecessora.